# برنت روسينغرين
برنت روسينغرين (بالسويدية: Bernt Rosengren)‏ هو عازف جاز سويدي، ولد في 24 ديسمبر 1937 في ستوكهولم في السويد.

## وصلات خارجية
- برنت روسينغرين على موقع IMDb (الإنجليزية)
- برنت روسينغرين على موقع ميوزك برينز (الإنجليزية)
- برنت روسينغرين على موقع أول ميوزيك (الإنجليزية)
- برنت روسينغرين على موقع ديسكوغز (الإنجليزية)